# Anticarsia
Anticarsia is een geslacht van vlinders van de familie spinneruilen (Erebidae), uit de onderfamilie Catocalinae.

## Soorten
- A. acutilinea Walker, 1865
- A. albilineata Hampson, 1926
- A. anisospila Walker, 1869
- A. coenosa Möschler, 1880
- A. creberrima Walker, 1858
- A. disticha Hampson, 1926
- A. gemmatalis Hübner, 1818
- A. lampea Druce, 1890
- A. prona Möschler, 1880
- A. repugnalis Hübner, 1825
- A. rubricans (Boisduval, 1833)
- A. schausi Barnes & Benjamin, 1924
- A. suffervens Dyar, 1920
- A. unilineata Gaede, 1940